# Bryum russulum
Bryum russulum är en bladmossart som beskrevs av Brotherus och Geheeb 1898. Bryum russulum ingår i släktet bryummossor, och familjen Bryaceae. Inga underarter finns listade i Catalogue of Life.